# Carex tangiana
Carex tangiana är en halvgräsart som beskrevs av Jisaburo Ohwi. Carex tangiana ingår i släktet starrar, och familjen halvgräs. Inga underarter finns listade i Catalogue of Life.